# Augustus Hervey, 3. hrabě z Bristolu
Augustus John Hervey, 3. hrabě z Bristolu (Augustus John Hervey, 3rd Earl of Bristol, 4th Baron Hervey of Ickworth) (19. května 1724 hrabství Derby, Anglie – 23. prosince 1779 Londýn, Anglie) byl britský admirál, státník a dvořan, mladší bratr diplomata a irského místokrále 2. hraběte z Bristolu. V mládí vynikl statečností v námořních válkách, později se uplatnil v politice v nižších státních úřadech a jako dlouholetý poslanec Dolní sněmovny. V Royal Navy dosáhl hodnosti viceadmirála (1778), mezitím po bratrovi zdědil titul hraběte z Bristolu a vstoupil do Sněmovny lordů (1775). Byl přítelem objevitele Jamese Cooka, který po něm pojmenoval několik lokalit v různých částech světa.

## Kariéra
)

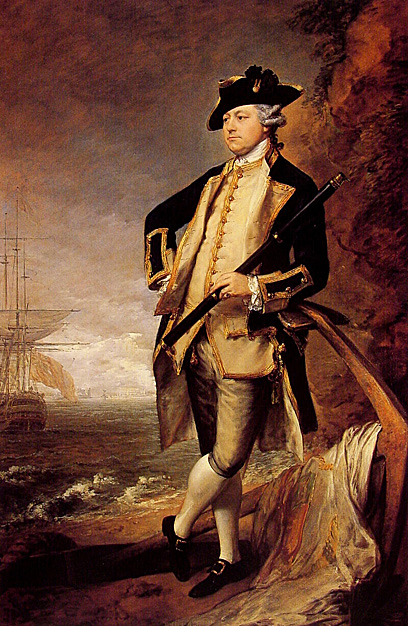
Komodor Augustus William Hervey (Thomas Gainsborough, 1768

Pocházel ze starobylého šlechtického rodu Herveyů, který od 15. století vlastnil statky v Suffolku. Narodil se jako druhorozený syn předčasně zemřelého lorda Johna Herveye (1696–1743), dědice 1. hraběte z Bristolu. Otec John Hervey patřil k vlivným dvořanům a politikům za vlády Jiřího II., babička Elizabeth, hraběnka z Bristolu (rozená Felton, 1676–1741) byla dlouholetou hofmistryní královny Karolíny. Augustus studoval ve Westminsteru a od roku 1735 sloužil u námořnictva, již v šestnácti letech dosáhl hodnosti poručíka. Vynikl v bojích proti Francii za války o rakouské dědictví, kdy byl povýšen na kapitána (1747). Později se zúčastnil sedmileté války, v roce 1757 svědčil před válečným soudem ve prospěch později popraveného admirála Johna Bynga. Od roku 1761 sloužil v Karibiku a vynikl v roce 1762 při dobytí Havany. V letech 1762–1765 zastával hodnost plukovníka námořnictva a v roce 1763 byl krátce velitelem ve Středomoří. Mezitím byl zvolen také do parlamentu a poslancem Dolní sněmovny byl v letech 1757–1775. I když patřil k whigům, později se názorově rozešel se svým starším bratrem a v 60. letech začal podporovat hraběte z Bute. Spolu s ním patřil k servilním stoupencům Jiřího III. a v letech 1763–1772 byl královským komořím.
Přes názorové neshody se stranou whigů zastával v letech 1766–1767 funkci státního sekretáře pro Irsko, kde fakticky vykonával správu země za svého nepřítomného bratra, který nepřijal jmenování irským místokrálem. Od roku 1766 byl též členem irské Tajné rady. V Northově vládě byl lordem admirality (1771–1775) a mimo aktivní službu byl povýšen do hodností kontradmirála (1775) a viceadmirála (1778). Mezitím po bratrovi zdědil titul hraběte z Bristolu a vstoupil do Sněmovny lordů (1775).
Jako vlivný dvořan a lord admirality podporoval objevitelské výpravy svého přítele Jamese Cooka, který po něm pojmenoval několik lokalit. Po hraběti z Bristolu byl pojmenován Bristolský záliv na Aljašce, ostrov Bristol v Atlantiku a Herveyův záliv v Austrálii. Jeho jméno původně nesly i Herveyovy ostrovy, od 19. století známé jako Cookovy.

## Manželství
V roce 1744 se tajně, v noci a na venkově oženil s Elizabeth Chudleigh (1721–1788), dcerou plukovníka Thomase Chudleigha. Jejich manželství skončilo rozchodem již po několika letech a Elizabeth se v roce 1769 znovu provdala za 2. vévodu z Kingstonu. Tím se dopustila bigamie, protože manželství s Herveyem nebylo rozvedeno. Když se Hervey stal v roce 1775 dědicem titulů a majetku svého staršího bratra, usiloval o rozvod, k tomu ale Elizabeth nechtěla svolit, protože mezitím zemřel její druhý manžel vévoda z Kingstonu a měla vyhlídku na část jeho obrovského dědictví. Legitimní dědicové vévody z Kingstonu proti ní zahájili soudní proces kvůli obvinění z bigamie. Proces byl velmi sledovanou událostí a soudního přelíčení ve Westminsteru se zúčastnily čtyři tisíce diváků. Elizabeth byla uznána vinnou z bigamie a nakonec uprchla do zahraničí.
Zemřel bez potomstva, dědicem titulů a majetku se stal mladší bratr Frederick Augustus Hervey (1730–1803), který byl duchovním a díky protekci starších sourozenců působil od roku 1766 jako biskup v Irsku. Nejmladší z bratrů William Hervey (1732–1815) sloužil v armádě a dosáhl hodnosti generála. V následující generaci získal rod titul markýzů z Bristolu (1826).